# Alberto Cisolla
Alberto Cisolla, né le 10 octobre 1977 à Trévise en Italie, est un joueur italien de volley-ball. Il mesure 1,97 m et joue réceptionneur-attaquant. Il totalise 197 sélections en équipe d'Italie.

## Distinctions
- Chevalier de l'ordre du Mérite de la République italienne (27 septembre 2004)[1].

## Clubs
| Club                              | De        | À         |
| --------------------------------- | --------- | --------- |
| Sisley Volley                     | 1996-1997 | 2008-2009 |
| Associazione Sportiva Volley Lube | 2009-2010 | 2009-2010 |
| M. Roma Volley                    | 2010-2011 | 2011-2012 |
| Top Volley Latina                 | 2012-2013 | 2012-2013 |
| Callipo Sport                     | 2013-2014 | ...       |

## Palmarès

### Club et équipe nationale
- Jeux olympiques
  - Finaliste : 2004
- Championnat d'Europe (1)
  - Vainqueur : 2005
- Ligue des champions (3)
  - Vainqueur : 1999, 2000, 2006
  - Finaliste : 2001
- Coupe de la CEV (avant 2007) (2)
  - Vainqueur : 1998, 2003
- Coupe de la CEV (depuis 2007)
  - Finaliste : 2013
- Supercoupe d'Europe (1)
  - Vainqueur : 1999
- Championnat d'Italie (7)
  - Vainqueur : 1998, 1999, 2001, 2003, 2004, 2005, 2007
  - Finaliste : 1997, 2002, 2006
- Coupe d'Italie (4)
  - Vainqueur : 2000, 2004, 2005, 2007
  - Finaliste : 1999, 2001, 2003
- Supercoupe d'Italie (7)
  - Vainqueur : 1998, 2000, 2001, 2003, 2004, 2005, 2007
  - Perdant : 1997, 1999

### Distinctions individuelles
- Meilleur joueur du championnat d'Italie 2004-2005
- Meilleur joueur du Championnat d'Europe 2005